# Museo Municipal de Vilasar de Mar
El Museo Municipal de Vilasar de Mar es un museo de titularidad municipal de Vilasar de Mar (Barcelona, España), formado por dos equipamientos: el Museo de la Marina, centrado en la historia local con especial atención a su vinculación con el mundo marítimo, y el museo Monjo, creado en 1971, que contiene el legado del escultor de Vilasar Enric Monjo (1895-1976). El primero de ellos se encuentra actualmente cerrado temporalmente por tareas de acondicionamiento y trabajos internos sin que haya ninguna fecha de reapertura establecida.
El Museo Municipal de Vilasar de Mar está integrado en la Red de Museos Locales de la Diputación de Barcelona.

## Historia
La creación del museo fue aprobada en el Pleno del Ayuntamiento del 21 de noviembre de 1955. Entonces se propuso la formación de una sección arqueológica, una de historia de la marina y la pesca y una más de etnografía. El museo tuvo varias sedes temporales hasta que en 1991 se inauguró la restauración de la Sénia del Rellotge [Noria del Reloj] que había de ser la sede definitiva y se puso en marcha el proyecto museológico del «Museo de la Marina» ya que las colecciones de esa sección eran las más importantes y apropiadas para abrir al público. La exposición permanente de marina se abrió el 24 de junio de 1992.
En 2005 los fondos del Museo Municipal se vieron notablemente incrementados con el traspaso de la colección de Enric Monjo, que hasta entonces había sido gestionada por un patronato formado por el Ayuntamiento de Vilasar de Mar y la Diputación de Barcelona. Así el Museo Monjo pasó a ser de titularidad municipal y su sede se convirtió en una sección del Museo Municipal.

## Museo de la Marina
El Museo de la Marina está ubicado en una masía modernista construida en 1902 por el arquitecto Eduard Ferrés i Puig, conocida como la Sénia del Rellotge.

### Colecciones
Las colecciones del Museo de la Marina explican los orígenes y buena parte de la historia de Vilasar de Mar, población segregada de Vilasar de Dalt en 1784. El primer ámbito del museo muestra las distintas artes de pesca propias de la zona: las nasas, el palangre, las agujas de zurcir las redes, modelos náuticos y fotografías de pescadores de principios del siglo XX.
La planta del museo acoge la colección de herramientas de carpintero de ribera y otros objetos relacionados con la construcción de barcos.
El museo explica también la navegación transtatlántica y la relación de cultura y comercio con América. Podemos observar instrumentos náuticos para la navegación: el sextante, el cronómetro, el compás o el catalejo.
El museo cuenta asimismo con un extenso fondo cartográfico, del que se exponen algunas cartas de la primera mitad del siglo XIX, con las rutas a las Antillas o Nueva Orleans.
La exposición se completa con baúles de marinero, armas de abordaje, modelos, escudos, medallas y artesanía marinera. En el jardín está la barca Marina, donada por los pescadores de Vilasar de Mar.

## Museo Monjo
El museo Monjo, también conocido como Gliptoteca Enric Monjo, es un museo de arte que acoge las colecciones de escultura que Enric Monjo donó a su población natal. Fundado en 1971, el Museo tiene su sede en el antiguo hostal, documentado desde el siglo XVII y que daba cobijo a los viajeros del antiguo camino que comunicaba Mataró con Barcelona y que fue posteriormente sede del Ayuntamiento de Vilasar de Mar entre 1785 y 1962. El Museo cerró en 1977 y reabrió sus puertas en 1985.